# Тьєрі Бутсен
Тьєрі Бутсен (англ. Thierry Boutsen; 13 липня 1957, Брюссель, Бельгія) — бельгійський спортсмен-автогонщик, учасник чемпіонату світу з автоперегонів в класі Формула-1. Найкращий спортсмен Бельгії 1989 року. 
У 1977 дебютував в гонкам чемпіонату Формула Форд-1600, в якому завоював чемпіонський титул вже в 1978 році, вигравши 15 гонок з 18. У 1979 перейшов в чемпіонат Формула-3, і одержав три перемоги в чемпіонаті 1980 року, а за підсумками сезону зайняв друге місце позаду Мікеле Альборето. У 1981 перейшов до Формули-2 і знову зайняв друге місце за підсумками сезону, цього разу позаду Геоф Ліїс. У 1983 Тьері брав участь в European Touring Car Championship і гонці World Sportscar отримав перемогу з Бобом Воллеком на автодромі в Монце.  
У 1983 заплатив $500,000 за участь в чемпіонаті Формули-1 та дебютував за кермом боліда Ерроуз на Гран-прі Бельгії 1983 роки, але, не показавши особливих результатів і завоювавши один подіум за чотири сезони, в 1987 році перейшов в команду Бенеттон.
У 1989 підписав дворічний контракт з Френком Вільямсом і в першому ж сезоні за команду Вільямс отримав перемогу в двох Гран-прі: на дощовому Гран-прі Канади та на Гран-прі Австралії. У 1990 отримав перемогу на Гран-прі Угорщини, обігнавши свого друга Айртона Сенну на боліді Макларен-Хонда. У 1991 перейшов у команду Ліж'є. І в 1993 році перейшов у Джордан замінивши там Івана Капеллі, після того, як він покинув Формулу-1. 
Бутсен також брав участь і в американських чемпіонатах і гонках. Спільно з Білом Адамом та командою Hans Stuck на автомобілі Порше, Тьеррі завоював друге місце в своєму класі на гонці 24 години Дайтони в 1997 році. На Dauer 962 LM Sport 1994 третє місце на 24 години Ле-Мана. З автоспорту остаточно пішов після аварії в гонці 24 години Ле-Мана в 1999 році.  
Зараз Тьеррі Бутсен володіє компанією Boutsen Aviation, розташованою в Монако.

## Результати гонок у Формулі-1
| Рік  | Команда  | 1        | 2        | 3        | 4        | 5        | 6        | 7        | 8         | 9        | 10       | 11       | 12       | 13       | 14       | 15       | 16       | Команда  | Місце | Залікові бали |
| ---- | -------- | -------- | -------- | -------- | -------- | -------- | -------- | -------- | --------- | -------- | -------- | -------- | -------- | -------- | -------- | -------- | -------- | -------- | ----- | ------------- |
| 1983 | Ерроуз   | БРА      | США      | ФРА      | САН      | МОН      | БЕЛ Схід | СШАЕ 7   | КАН 7     | ВЕЛ 15   | НІМ 9    | АВТ 13   | НІД 14   | ІТА Схід | ЄВР 11   | ПАР 9    |          | Ерроуз   | -     | 0             |
| 1984 | Ерроуз   | БРА 6    | ПАР 12   | БЕЛ Схід | САН 5    | ФРА 11   | МОН DNQ  | КАН Схід | СШАЕ Схід | США Схід | ВЕЛ Схід | НІМ Схід | АВТ 5    | НІД Схід | ІТА 10   | ЄВР 9    | ПОР Схід | Ерроуз   | 15    | 5             |
| 1985 | Ерроуз   | БРА 11   | ПОР Схід | САН 2    | МОН 9    | КАН 9    | США 7    | ФРА 9    | ВЕЛ Схід  | НІМ 4    | АВТ 8    | НІД Схід | ІТА 9    | БЕЛ 10   | ЄВР 6    | ПАР 6    | АВС Схід | Ерроуз   | 11    | 11            |
| 1986 | Ерроуз   | БРА Схід | ІСП 7    | САН 7    | МОН 8    | БЕЛ Схід | КАН Схід | США Схід | ФРА Схід  | ВЕЛ Схід | НІМ Схід | УГО Схід | АВТ Схід | ІТА 7    | ПОР 10   | МЕК 7    | АВС Схід | Ерроуз   | -     | 0             |
| 1987 | Бенеттон | БРА 5    | САН Схід | БЕЛ Схід | МОН Схід | США Схід | ФРА Схід | ВЕЛ 7    | НІМ Схід  | УГО 4    | АВТ 4    | ІТА 5    | ПОР 14   | ІСП 16   | МЕК Схід | ЯПО 5    | АВС 3    | Бенеттон | 8     | 16            |
| 1988 | Бенеттон | БРА 7    | САН 4    | МОН 8    | МЕК 8    | КАН 3    | США 3    | ФРА Схід | ВЕЛ Схід  | НІМ 6    | УГО 3    | БЕЛ DSQ  | ІТА 6    | ПОР 3    | ІСП 9    | ЯПО 3    | АВС 5    | Бенеттон | 4     | 27            |
| 1989 | Вільямс  | БРА Схід | САН 4    | МОН 10   | МЕК Схід | США 6    | КАН 1    | ФРА Схід | ВЕЛ 10    | НІМ Схід | УГО 3    | БЕЛ 4    | ІТА 3    | ПОР Схід | ІСП Схід | ЯПО 3    | АВС 1    | Вільямс  | 5     | 37            |
| 1990 | Вільямс  | США 3    | БРА 5    | САН Схід | МОН 4    | КАН Схід | МЕК 5    | ФРА Схід | ВЕЛ 2     | НІМ 6    | УГО 1    | БЕЛ Схід | ІТА Схід | ПОР Схід | ІСП 4    | ЯПО 5    | АВС 5    | Вільямс  | 6     | 34            |
| 1991 | Ліж'є    | США Схід | БРА 10   | САН 7    | МОН 7    | КАН Схід | МЕК 8    | ФРА 12   | ВЕЛ Схід  | НІМ 9    | УГО 17   | БЕЛ 11   | ІТА Схід | ПОР 16   | ІСП Схід | ЯПО 9    | АВС Схід | Ліж'є    | -     | 0             |
| 1992 | Ліж'є    | ПАР Схід | МЕК 10   | БРА Схід | ІСП Схід | САН Схід | МОН 12   | КАН 10   | ФРА Схід  | ВЕЛ 10   | НІМ 7    | УГО Схід | БЕЛ Схід | ІТА Схід | ПОР 8    | ЯПО Схід | АВС 5    | Ліж'є    | 14    | 2             |
| 1993 | Джордан  | ПАР      | БРА      | ЄВР Схід | САН Схід | ІСП 11   | МОН Схід | КАН 12   | ФРА 11    | ВЕЛ Схід | НІМ 13   | УГО 9    | БЕЛ Схід | ІТА      | ПОР      | ЯПО      | АВС      | Джордан  | -     | 0             |